# Публий Вентидий Бас
Публий Вентидий Бас (на латински: Publius Ventidius Bassus; * 89 пр.н.е.; † 38 пр.н.е.) e политик и генерал на късната Римска република през 1 век пр.н.е. Toj е избран през 43 пр.н.е. за суфектконсул след Октавиан Август за месеците ноември и декември.

## Биография
Вентидий Бас е homo novus, родом от Пиценум, вероятно в Аскулум, и е син на Публий Вентидий, който се занимава с магарета. Като малко дете Вентидий Бас, с майка му и много други пленници, трябва да върви пред колата на триумфатора Гней Помпей Страбон на 25 декември 89 пр.н.е., който празнува победата си над пицениите и аскуланите. След време той забогатява и има право да продава магаретата си на провинциални служители. Така той се издига в обществото.
Вентидий Бас продава животни и коли на Гай Юлий Цезар за войните му и спечелва неговото доверие. Приет е в сената вероятно през 47 пр.н.е. През 46 или 45 пр.н.е. Вентидий Бас става народен трибун. Определен е по желание на Цезар през юни 44 пр.н.е. като претор за 43 пр.н.е.
През юни 44 пр.н.е. Вентидий Бас се присъединява към Марк Антоний и през юли 44 пр.н.е. събира два легиона, след това още един и чака в Пиценум. Затваря важния път Виа Фламиниа. В края на април сената го обявява за държавен враг. Бас успява да заведе войската си при Vada Sabatia, западно от Генуа при Антоний (горе-долу на 3 май 43 пр.н.е.).
Вентидий Бас участва при преговорите за слкючване на Втория триумвират през октомври 43 пр.н.е. Октавиан прекратява на 27 ноември 43 пр.н.е. своя консулат, вторият консул Квинт Педий вече е мъртъв. Затова определят по един от привържениците на Антоний и на Октавиан за суфектконсули: Вентидий Бас и Гай Карин. През 42 пр.н.е. Антоний назначава Вентидий Бас за управител на Галия comata.
Вентидий Бас участва в Перузинската война 41 – 40 пр.н.е. и през 39 – 38 пр.н.е. в Партската война, където го издигат като император. За победите си против партите той получава триумф на 27 ноември 38 пр.н.е., а Салустий пише речта за него.
Вентидий Бас умира вероятно преди битката при Акциум и получава държавно погребение.